# Бенке-Вьехо-дель-Кармен
Бе́нке-Вье́хо-дель-Ка́рмен (англ., исп. Benque Viejo del Carmen) — город в государстве Белиз.

## География
Бенке-Вьехо-дель-Кармен является самым западным населённым пунктом Белиза, он расположен на центральном участке границы с Гватемалой, в 130 километрах западнее столицы страны, города Белиз. Город лежит на берегу реки Мопан.

## История
Поблизости находятся руины древнего города майя, Шунантунич.
Город Бенке-Вьехо-дель-Кармен был основан в XIX веке переселенцами из соседней Гватемалы.

## Демография
Основная часть его жителей — индейцы майя и мискито. Численность населения составляет 5 824 человек (2010).

## Экономика
В начале XXI века Бенке-Вьехо-дель-Кармен переживает строительный и демографический бум, здесь открываются новые школы, торговые центры, жилые кварталы.